# Марка Хута (Салаж)
Марка Хута (рум. Marca Huta) насеље је у Румунији у округу Салаж у општини Марка. Oпштина се налази на надморској висини од 554 m.

## Становништво
Према подацима из 2002. године у насељу је живело 47 становника.

### Попис2002.
| Расподела становништва по националности 2002.‍ | Расподела становништва по националности 2002.‍ | Расподела становништва по националности 2002.‍ | Расподела становништва по националности 2002.‍ | Расподела становништва по националности 2002.‍ |
| --------------------------------------------- | --------------------------------------------- | --------------------------------------------- | --------------------------------------------- | --------------------------------------------- |
|                                               |                                               |                                               |                                               |                                               |
| Румуни                                        | Румуни                                        |                                               | 5                                             | 10,9%                                         |
| Словаци                                       | Словаци                                       |                                               | 41                                            | 89,1%                                         |